# Bahnstrecke Gettorf–Stohl
| Bahnhof Gettorf von Südwesten aus fotografiert |                      |                                          |                                          |
| Spurweite: | 1435 mm (Normalspur) |                                          |                                          |
| |                      |                                          |                                          |
| \| \| \| Bahnstrecke Kiel–Flensburg von Flensburg \| \| \| \| 0,0 \| Gettorf \| Gettorf \| \| \| \| Bahnstrecke Kiel–Flensburg nach Kiel \| \| \| \| \| Sprenge (bis 1918) \| \| \| \| \| Sprenge (ab 1925) \| \| \| \| \| Neu-Bülk \| \| \| \| \| Anschl. Eisenbahnbatterie West \| \| \| \| \| Anschl. Kaserne Stohl, Munitionsdepot \| \| \| \| \| Stohl \| \| |                      |                                          |                                          |
| Strecke |                      | Bahnstrecke Kiel–Flensburg von Flensburg | Bahnstrecke Kiel–Flensburg von Flensburg |
| Bahnhof | 0,0                  | Gettorf                                  | Gettorf                                  |
| Abzweig ehemals geradeaus und nach rechts |                      | Bahnstrecke Kiel–Flensburg nach Kiel     | Bahnstrecke Kiel–Flensburg nach Kiel     |
| Dienststation / Betriebs- oder Güterbahnhof (Strecke außer Betrieb) |                      | Sprenge (bis 1918)                       | Sprenge (bis 1918)                       |
| Dienststation / Betriebs- oder Güterbahnhof (Strecke außer Betrieb) |                      | Sprenge (ab 1925)                        | Sprenge (ab 1925)                        |
| Dienststation / Betriebs- oder Güterbahnhof (Strecke außer Betrieb) |                      | Neu-Bülk                                 | Neu-Bülk                                 |
| Abzweig geradeaus und nach rechts (Strecke außer Betrieb) |                      | Anschl. Eisenbahnbatterie West           | Anschl. Eisenbahnbatterie West           |
| Abzweig geradeaus und nach links (Strecke außer Betrieb) |                      | Anschl. Kaserne Stohl, Munitionsdepot    | Anschl. Kaserne Stohl, Munitionsdepot    |
| Betriebs-/Güterbahnhof Streckenende (Strecke außer Betrieb) |                      | Stohl                                    | Stohl                                    |

Die Bahnstrecke Gettorf–Stohl war eine normalspurige Eisenbahnstrecke auf der Halbinsel Dänischer Wohld in Schleswig-Holstein, ab 1915 gebaut, von 1918 bis 1932 genutzt, 1932 demontiert. Sie führte vom Abzweigbahnhof Gettorf der Bahnstrecke Kiel–Flensburg nach Stohl und diente nur dem Militär- und Güterverkehr.

## Geschichte
Der Anschluss des Dänischen Wohldes an das überörtliche Eisenbahnnetz wurde bereits 1910 mit einem Beschluss geplant, eine Strecke durch die Region über Groß Wittensee nach Schleswig und Rendsburg zu bauen. 1911 entschied die Gemeinde Gettorf, sich am Bau zu beteiligen.
Zu dieser Zeit waren in der Gegend um Stohl Militäranlagen errichtet worden. Zu ihrer besseren Versorgung, zum Ausbau des militärischen Küstenschutzes und zum Transport von Geschützen und Munition zu verschiedenen Geschützstellungen wurde diese Militärbahn geplant, es waren ausschließlich militärische Erwägungen maßgebend. Neben dieser Nutzung war die Strecke für den öffentlichen Güterverkehr freigegeben worden.
Am 2. Mai 1917 rückte eine Eisenbahnbaukompanie mit 85 Mann in Gettorf ein, welche die genehmigte strategische Bahn nach Stohl vermaß. In das Anfang 1915 gebaute Kriegsgefangenen-Arbeitslager in Gettorf, das im Februar 1916 geräumt worden war, wurden ab dem gleichen Zeitpunkt 500 englische Gefangene aus dem Lager Güstrow verlegt. Sie wurden für den Bau der Stohler Strecke und für den Bau der Bahnstrecke Neuwittenbek–Friedrichsort eingesetzt.
Die Strecke führte vom Bahnhof Gettorf südlich parallel der Bahnstrecke Kiel–Flensburg bis zum heutigen Stohler Damm, dann über Osdorf, Borghorsterhütten, Birkenmoor, Kuhholzberg, Sprenge und Neu-Bülk nach Stohl.
Am 31. Mai 1918 war die Strecke soweit fertiggestellt, dass Züge nach vorläufiger Erteilung der Betriebsgenehmigung zum 28. Mai 1918 von Gettorf bis Sprenge mit Lokomotiven der Preußischen Staatseisenbahnen fahren konnten. Die endgültige Betriebsgenehmigung erfolgte zum 6. Juni 1918. Für den danach weiter gebauten Streckenabschnitt Sprenge–Stohl erfolgte die Betriebsgenehmigung zum 25. Oktober 1918, der Betrieb wurde am 30. Oktober 1918 aufgenommen.

## Gleisanlagen
Am Endpunkt der Bahnstrecke gab es einen Lokschuppen mit Wartungsgraben sowie ein Ausweichgleis, über das die Lokomotive an das andere Ende des Zuges setzen konnte. Noch vor Stohl zweigte ein Anschlussgleis ab, das zu vier 1916 aufgestellten mobilen Eisenbahngeschützen, der „Eisenbahnbatterie West“, führte, die in Bettungen auf dem Acker standen. Eine zweite Abzweigung führte zu der vor Stohl an der Landstraße nach Sprenge liegenden Kaserne. Die Gleisanlage führte über einen Exerzierplatz, der vollständig von Gebäuden umschlossen war. Im Kasernengebäude gab es eine rundbogige Toröffnung, die gerade so hoch und breit war, dass die Lok hindurchfahren konnte. Hinter der Kaserne standen die Elektrostation, ein Pferdestall, eine Offizierswohnung und ein Spritzenhaus für die Löschgeräte. Bis zu diesem Gebäudekomplex konnte der Zug fahren.
Auf freiem Feld oberhalb der Gebäude befand sich die „Batterie V Stohl“, zu der von der Elektrostation ab ein Anschlussgleis für eine Lorenbahn gelegt war.

## Ende der Militärbahn
Mit dem Waffenstillstand am 11. November 1918 endete der Betrieb auf der Bahnstrecke; zwischen Sprenge und Stohl wurden die Schienen nur zwölf Tage befahren. Der Streckenabschnitt von Stohl bis in die Nähe von Neu Bülk wurde auf alliierten Befehl zum 22. Juni 1922 stillgelegt und abgebaut. Dies war später der Endpunkt, so dass der verbliebene Abschnitt in der Bevölkerung als Strecke Gettorf–Neu-Bülk bezeichnet wurde.

## Eisenbahngenossenschaft Dänischer Wohld
Am 7. Juli 1922 übernahm der Kreis Eckernförde die Bahnstrecke für 500.000 Mark vom Finanzministerium. Der Kreis gründete mit den Landwirten der Gegend die Eisenbahngenossenschaft Dänischer Wohld.
Nach der Übergabe der Strecke am 21. Dezember 1922 konnte diese jedoch nicht genutzt werden, da sie mit rund 1000 belgischen und französischen Beutegüterwagen belegt war. Die Genossenschaft forderte wegen der fortschreitenden Inflation die Summe von einer Milliarde Mark (Papiermark) als Abfindung, um die Wagen zu beseitigen. Die Schrottfirma Andresen aus Hassee wurde mit dem Abwracken beauftragt. Der preußische Staat bezahlte vom 7. Oktober 1922 bis zum 7. Dezember 1923 je Monat 60 Goldmark Entschädigung.
Am 15. August 1924 war die Strecke freigeräumt. Einige brauchbare Wagen wurden für den Güterverkehr zurückbehalten. Offiziell wurde der Betrieb am 9. Februar 1925 aufgenommen. Die Güter und Höfe der Region gehörten bald zum festen Kundenstamm. Transportiert wurden Dünger, Mais, Möbel, Kohlen und Baumaterial. Normalerweise fuhr täglich ein Güterzug mit bis zu zehn Wagen, die Tagesleistung der Lokomotive betrug rund 40 Kilometer. An Tagen, an denen keine Güter zu befördern waren, wurden Wartungsarbeiten an der Strecke und der Lokomotive vorgenommen.
Obwohl nur als Güterbahn konzipiert, wurden auf Wunsch Schulklassen und Vereine von Gettorf in den Dänischen Wohld gebracht. Einzelne Fahrgäste durften auf der Lok mitfahren.
Ende der 1920er Jahre nahm der Güterverkehr auf der Straße stark zu und wegen der Weltwirtschaftskrise gingen die Transporte auf der Schiene stark zurück. Da die Bahn nicht mehr wirtschaftlich zu betreiben war, beschloss die Genossenschaft nach den Stilllegungsempfehlungen durch den Kreis vom 14. Januar 1931 und 19. Februar 1931 in ihrer Generalversammlung am 9. Oktober 1931 die Liquidation.
Am 8. Januar 1932 fuhr der letzte Zug, am 22. Juni 1932 wurde die Konzession zurückgegeben und im gleichen Jahr erfolgte der Streckenabbau.

## Lokomotive
Die Eisenbahn-Genossenschaft e. G. m. b. H. beschaffte 1925 für den Betrieb eine fabrikneue Benzol-Lokomotive von Orenstein & Koppel mit der Bauart B-bm, die die Fabriknummer 1668 hatte.